# Émile Moreau
Émile Moreau, a vegades Louis Moreau va ser un tirador d'esgrima francès que va competir a començaments del segle xx.
El 1920 va prendre part en els Jocs Olímpics d'Anvers, on disputà dues proves del programa d'esgrima. Guanyà la medalla de bronze en la competició d'espasa per equips, mentre en la prova d'espasa individual fou sisè.